# 증권회사
증권회사(證券會社)는 회사, 증권거래법에 의한 재무부장관의 허가를 받아 ① 유가증권의 매매 및 인수 ② 유가증권의 모집·매출의 주선 및 위탁매매 ③ 유가증권시장에서의 매매거래에 관한 위탁의 중개·주선·대리 등의 영업을 할 수 있다. 한편 대중투자자를 거래대상으로 하므로 투자자보호 측면에서 재무부장관은 허가를 할 때 ① 회사의 자본상황과 수지전망 ② 회사의 인적 구성 ③ 당해지역에 있어서의 유가증권의 거래상황, 기타 경제상황 등을 엄격히 심사하게 된다. 증권회사 외에 은행법에 의한 금융기관 및 신탁업법에 의한 은행법에 의한 금융기관 및 신탁업법에 의한 신탁회사 등도 영업종류별로 재무부장관의 허가를 받아 증권업을 할 수 있다.

## 증권금융회사
증권금융회사(證券金融會社)는 유가증권시장의 매매거래에 필요한 자금이나 유가증권을 대부해 주는 금융회사이다. 재무부장관의 허가를 받고 증권거래법(145·146)에 의거하여 설립할 수 있다. 대부는 증권거래소의 결제 기구를 통해 이루어지며 일반적으로 유통금융(流通金融)·인수금융(引受金融)·담보금융(擔保金融)의 3가지를 내용으로 하고 있다. 유통금융은 증권회사에 대해 단기매매에 필요한 자금을 대부해 주는 것이고, 인수금융은 발행시장에서 증권회사가 채권이나 주식을 인수·매매하는 데 필요한 자금을 대부하는 것이다. 그리고 증권을 담보로 증권매입에 필요한 자금을 대부해주는 것이 담보금융인데, 한국에는 증권담보금융기관이 거의 없기 때문에 증권금융회사의 역할이 매우 중요하다.